# Aeropuerto de Fukuoka
El Aeropuerto de Fukuoka (福岡空港; Fukuoka Kūkō) (IATA: FUK, OACI: RJFF), anteriormente conocida como Base Aérea Itazuke, es un aeropuerto internacional en Fukuoka, Japón. Está considerado como un aeropuerto de segunda categoría. Opera a plena capacidad, y no puede ampliarse más. Los vuelos dejan de operarse a las 10 p. m. para permitir a los residentes algo de paz y tranquilidad, comenzando de nuevo a las 7 a. m..
El aeropuerto se encuentra en Hakata-ku, al sureste de esta.
El Aeropuerto de Fukuoka es el cuarto con más movimiento de pasajeros de Japón. En 2006, fue utilizado por 18,1 millones de personas y se produjeron 137.000 operaciones.
Solo hay una pista de 2800 metros, que fue construida para turbohélices. El aeropuerto está rodeado por áreas residenciales y la aproximación al aeropuerto se asemeja a la que tenía el Aeropuerto Internacional Kai Tak. 
A mediados de los noventa, Delta Air Lines efectuó un vuelo directo entre Fukuoka y Portland, Oregón, donde la aerolínea tuvo en un tiempo su base de operaciones transpacífica. Cuando la ruta fue cancelada debido a la presión fiscal, Fukuoka perdió su única ruta directa a los Estados Unidos.

## Accidentes

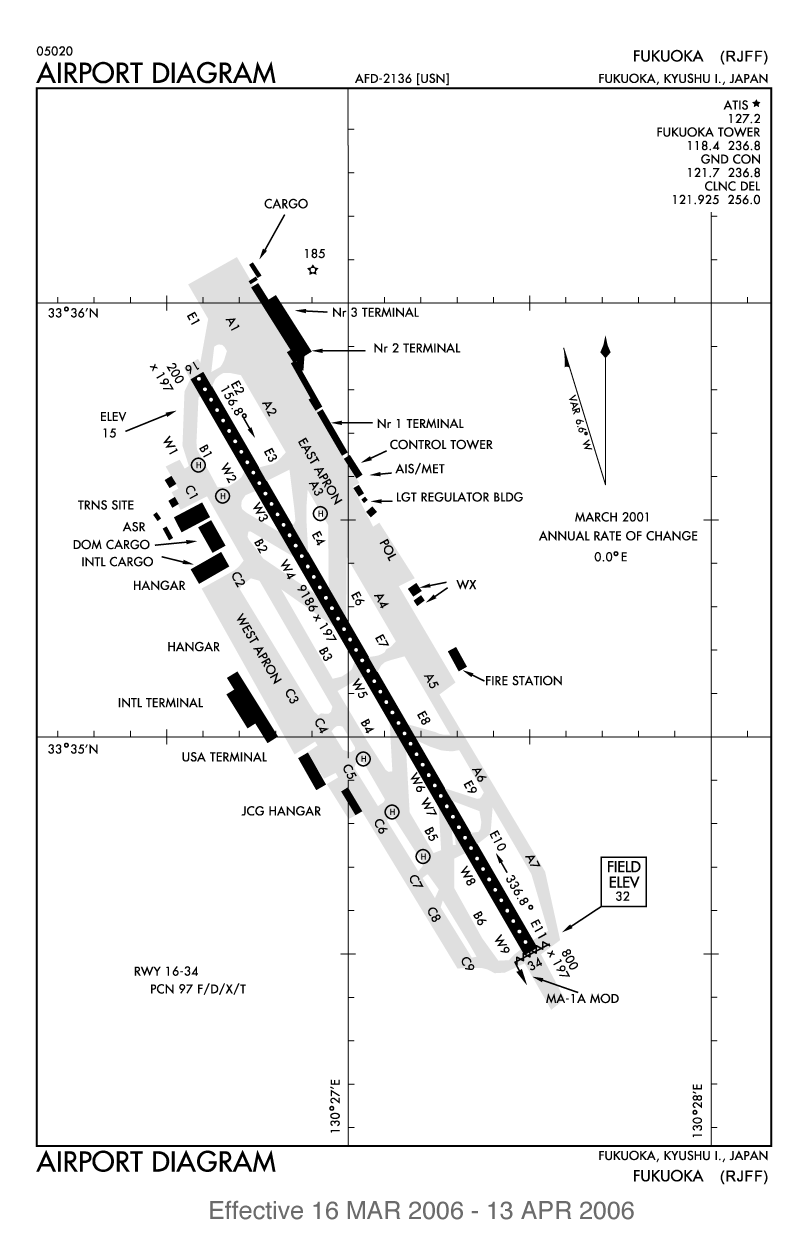
Diagrama del aeropuerto.

- El 13 de junio de 1996, un DC-10 de Garuda Indonesia Airways, con número de vuelo 865, se estrelló en despegue, matando a tres pasajeros e hiriendo de manera severa a 18 más. El accidente se produjo dentro del perímetro del aeropuerto tras haberse elevado nueve pies, y se cree que fue debido a un fallo de motor.[2]

- El 12 de agosto de 2005, fragmentos metálicos cayeron sobre una zona residencial de un avión de JALways con destino a Honolulú tras sufrir un incendio de motor en despegue. Dos personas en tierra resultaron heridas por los fragmentos.

## Aerolíneas y destinos

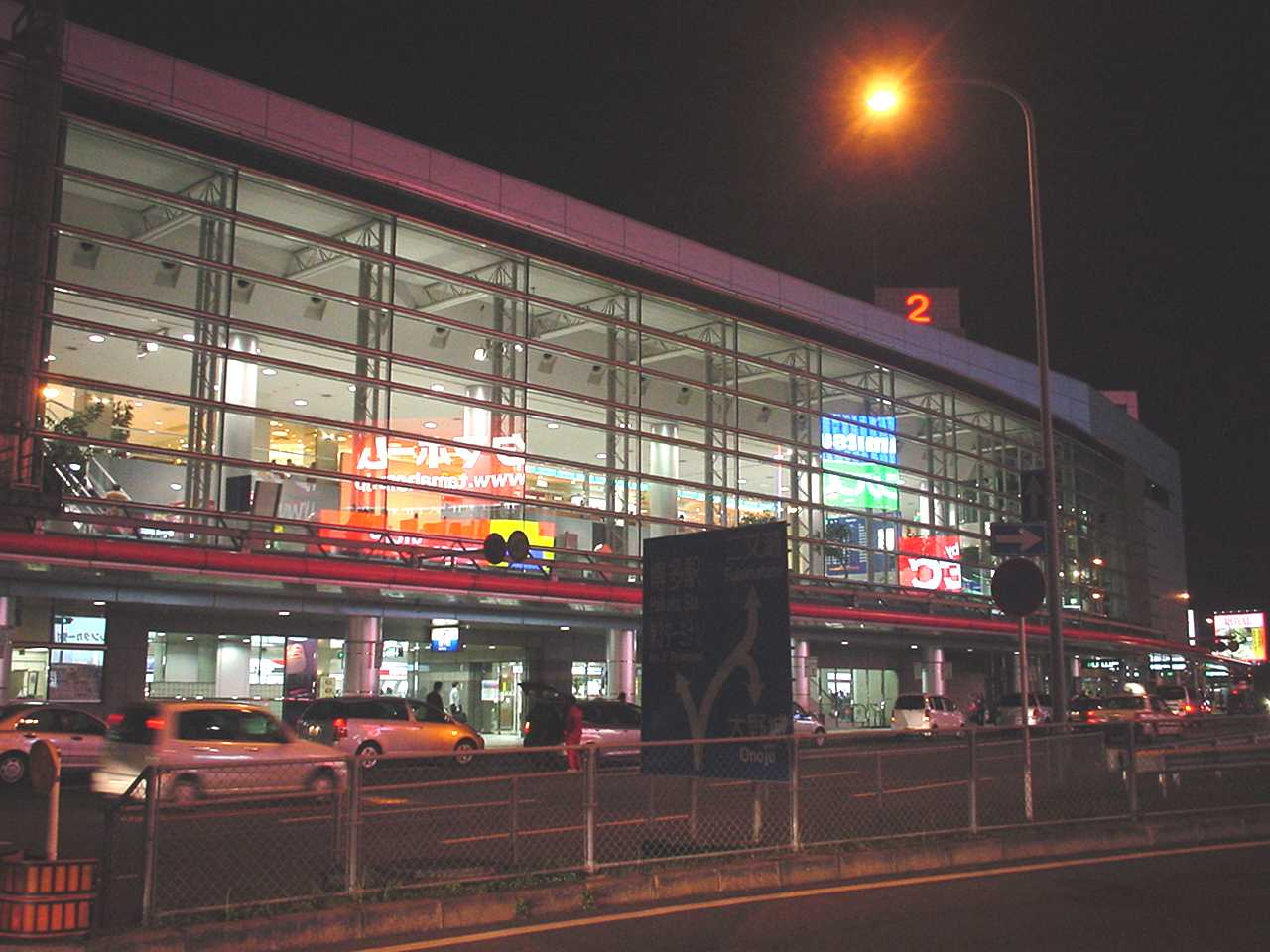
Terminal 2 del Aeropuerto de Fukuoka de noche.

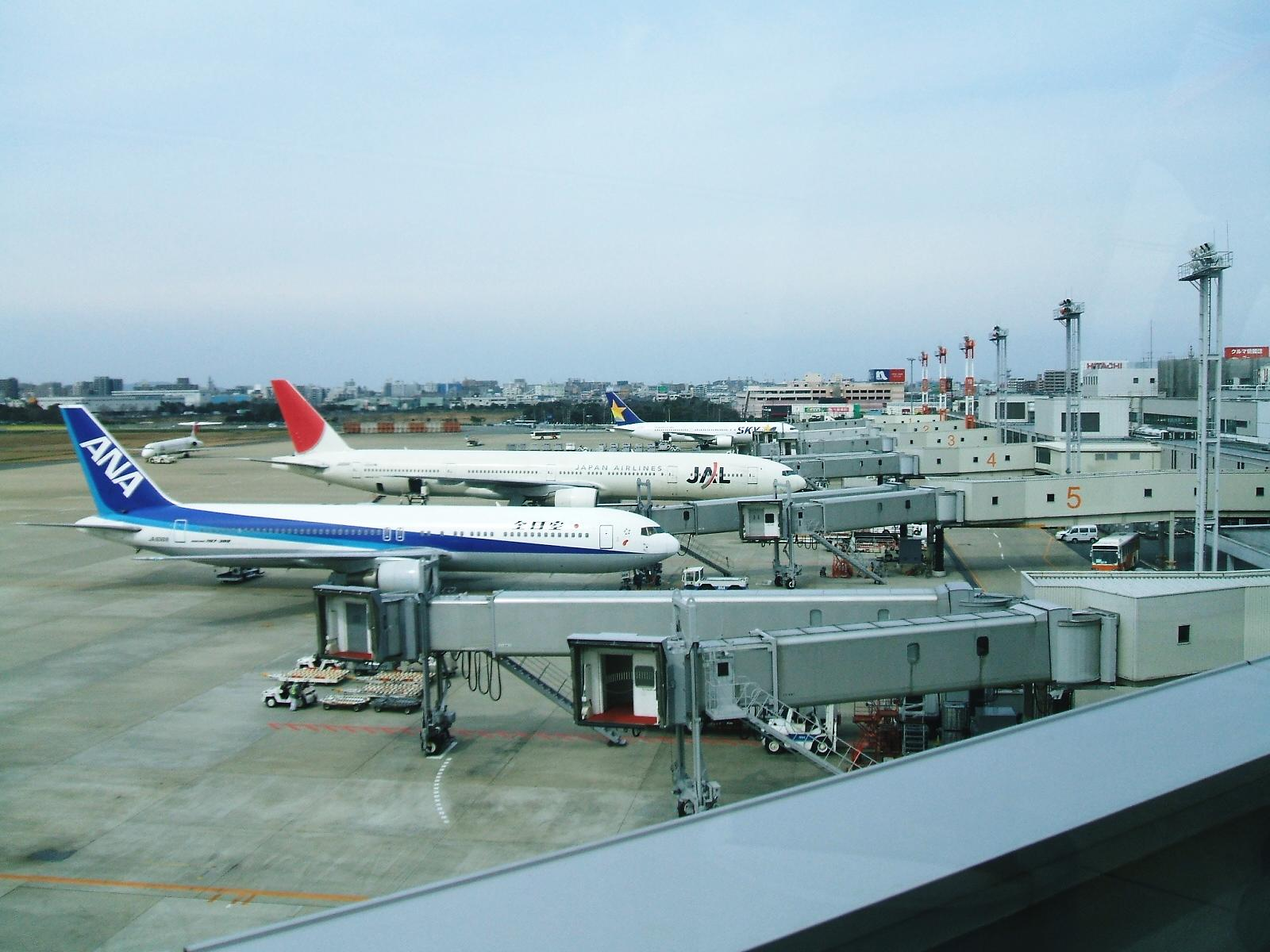
Aviones de Japan Airlines y All Nippon Airways en las puertas 1 y 6 de la terminal 3.

### Domésticas
- All Nippon Airways (Fukue, Ishigaki, Komatsu, Nagoya-Centrair, Niigata, Okinawa, Osaka-Itami, Osaka-Kansai, Sapporo-Chitose, Sendai, Tokio-Haneda, Tokio-Narita, Tsushima)
- Amakusa Airlines (Amakusa)
- Japan Airlines (Kochi, Matsuyama, Miyazaki, Nagoya-Komaki, Okinawa, Osaka-Itami, Osaka-Kansai, Sapporo-Chitose, Sendai, Tokio-Haneda, Tokio-Narita)
  - Japan Air Commuter (Izumo, Kagoshima, Matsumoto, Miyazaki, Osaka-Itami)
  - Japan Transocean Air (Okinawa)
- Skymark Airlines (Okinawa, Tokio-Haneda)

### Internacionales
- Air China (Pekín-Capital, Dalian, Shanghái-Pudong)
- Asiana Airlines (Busan, Jeju, Seúl-Incheon)
- Cathay Pacific (Hong Kong, Taipéi-Taoyuan)
- China Airlines (Taipéi-Taoyuan)
- China Eastern Airlines (Pekín-Capital, Shanghái-Pudong, Qingdao)
- China Southern Airlines (Dalian, Guangzhou, Shenyang)
- Continental Airlines
  - Continental Micronesia (Guam)
- EVA Air (Taipéi-Taoyuan)
- Finnair (Helsinki)
- Korean Air (Busan, Seúl-Incheon)
- Philippine Airlines (Manila)
- Singapore Airlines (Singapur)
- Thai Airways International (Bangkok-Suvarnabhumi)
- Vietnam Airlines (Ciudad de Ho Chi Minh)